# Helen Parrish
Helen Parrish, född 12 mars 1924 i Columbus, Georgia, död 22 februari 1959 i Hollywood, Kalifornien, var en amerikansk skådespelare. Parrish filmdebuterade som tvååring och var barnskådespelare i Hollywood på 1930-talet. Sina mest kända roller gjorde hon i en handfull filmer där Deanna Durbin hade huvudrollen, och där hon spelade Durbins rival.
Parrish har tilldelats en stjärna på Hollywood Walk of Fame.

## Filmografi, urval
- 1931 – Mellan två kvinnor
- 1938 – Full i 17
- 1939 – Envis som synden
- 1939 – Eld och lågor
- 1942 – Äventyrare i Sacramento
- 1942 – Alla kysste bruden